# Psilephydra iridescens
Psilephydra iridescens är en tvåvingeart som beskrevs av Tadeusz Zatwarnicki 1988. Psilephydra iridescens ingår i släktet Psilephydra och familjen vattenflugor.
Artens utbredningsområde är Thailand. Inga underarter finns listade i Catalogue of Life.